# José Júlio de Sousa Pinto
José Julio de Sousa Pinto, né le 15 septembre 1856 à Angra do Heroísmo (Açores, Portugal) et mort le 14 avril 1939 à Pont-Scorff (Morbihan), est un peintre portugais.

## Biographie
José Julio de Sousa Pinto étudie à l'Académie des beaux-arts de Porto et obtient une bourse pour Paris en 1880, où il part avec son compagnon d'étude Henrique Pousão. Il s'inscrit à l'atelier d'Alexandre Cabanel et étudie sous la direction de William-Adolphe Bouguereau et d'Adolphe Yvon. Il rencontre Pascal Dagnan-Bouveret et Jules Bastien-Lepage. Son art évolue dès lors vers le naturalisme avec la représentation des paysans bretons et portugais, ce qui lui vaut un franc succès aussi bien en France que dans son pays. Le magazine L'Illustration reproduit la plupart de ses œuvres. À partir de 1881, il expose régulièrement dans différents salons à Paris et à Lisbonne et reçoit de nombreuses récompenses honorifiques.

## Œuvres dans les collections publiques
- La Récolte des pommes de terre, 1898, Paris, musée d'Orsay[1].

Œuvres de José Julio de Sousa Pinto
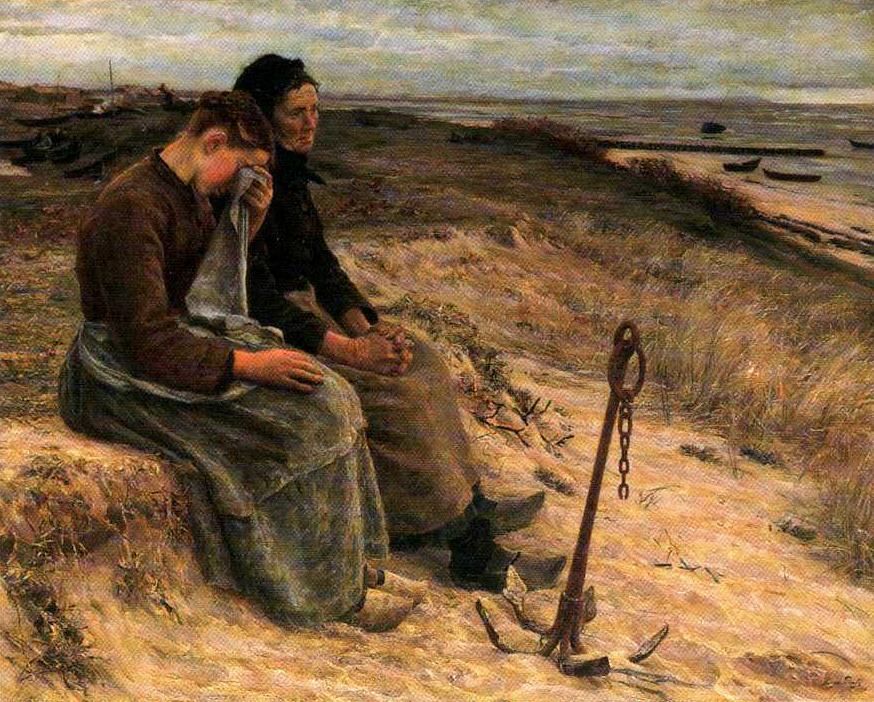
Le Navire perdu, vers 1890, huile sur toile, 73 × 91 cm, Lisbonne, musée du Chiado.
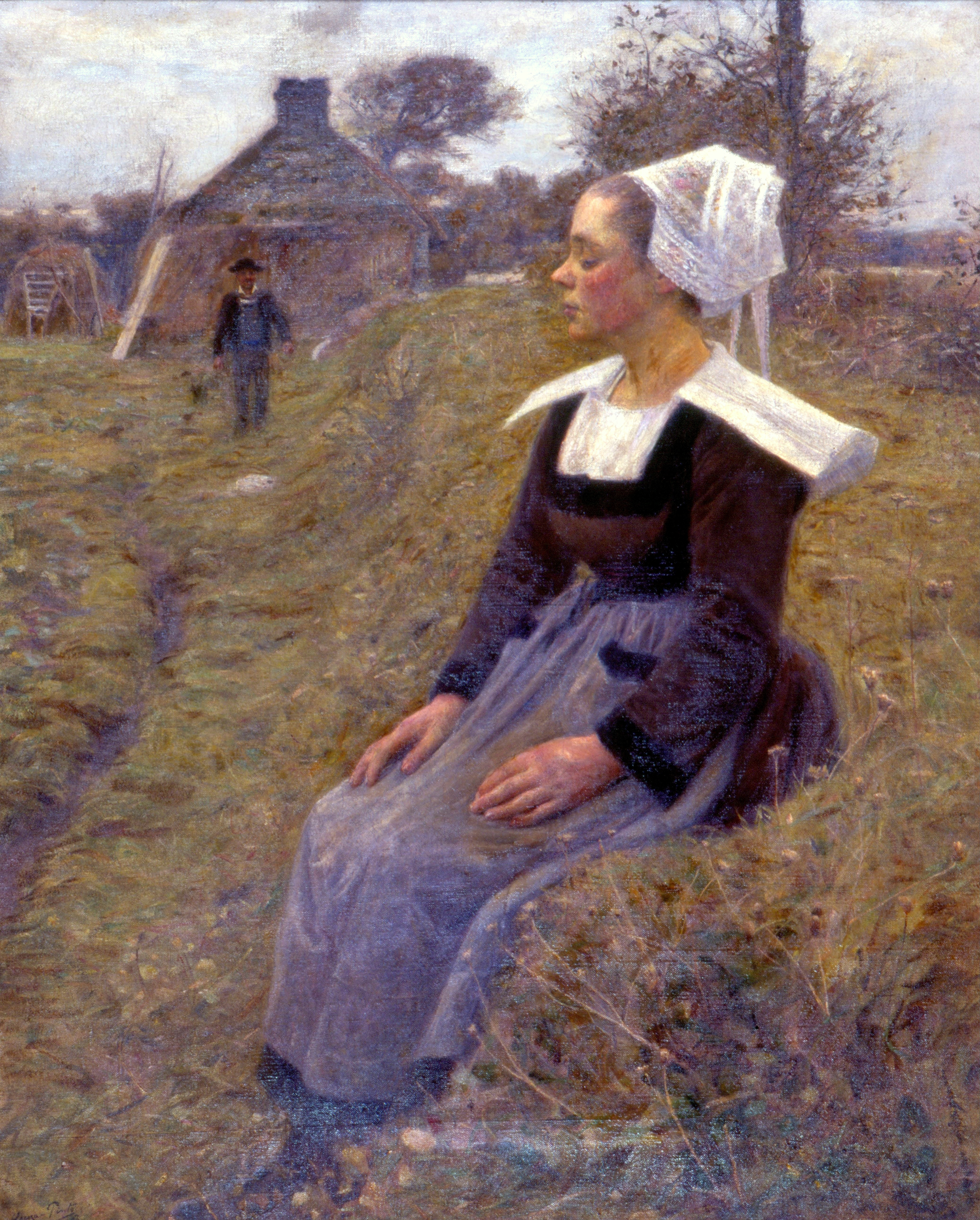
La Rencontre, 1893, Rio de Janeiro, musée national des Beaux-Arts.
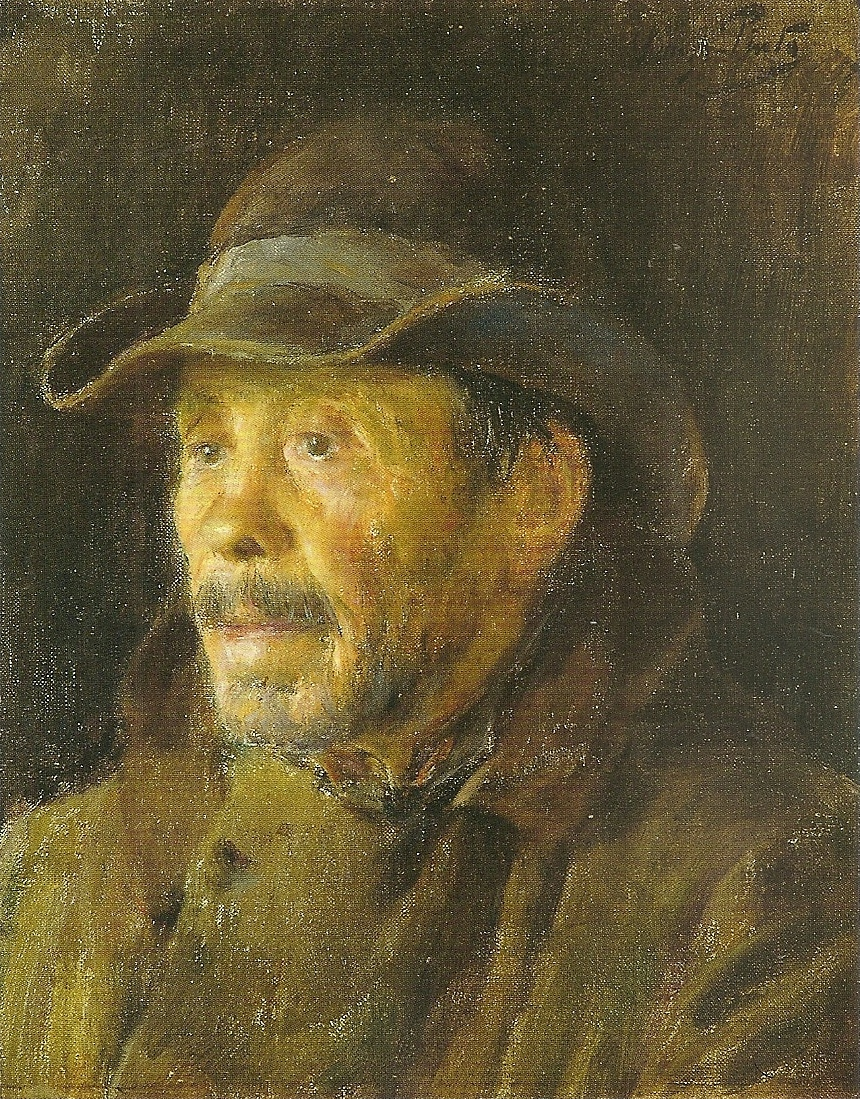
Le Braconnier, 1895, huile sur toile, 25 × 20 cm, Juiz de Fora, Musée Mariano Procópio.
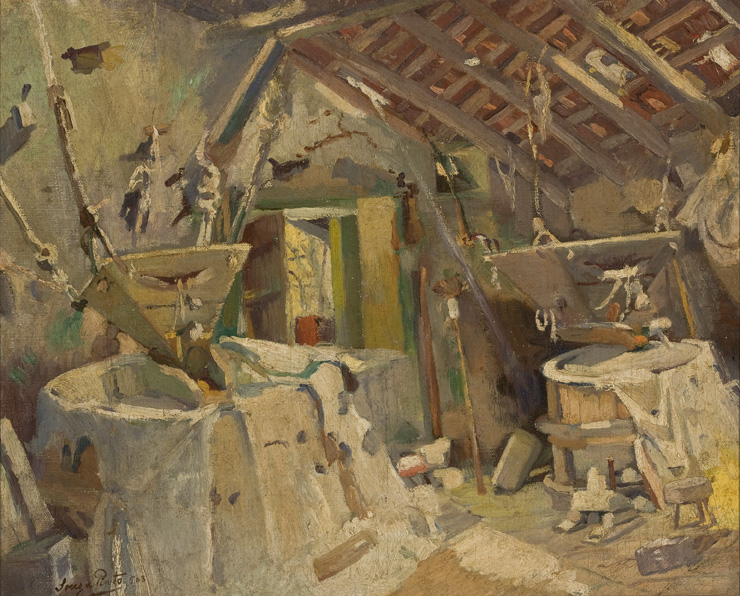
Intérieur d'un moulin à eau, 1903, huile sur toile, 33,5 × 41,5 cm, musée d'art de São Paulo.